# Black Coffee
A Black Coffee egy 1948-ban született, hamarosan dzsessz-sztenderddé vált dal. Szerzői: Sonny Burke (dallam) és Paul Francis Webster (dalszöveg).
Sarah Vaughan 1949-es felvétele azóta is az egyik legjelentősebb verziónak tekinthető.
Peggy Lee 1953-ban rögzítette a dalt az első LP-jén. Ella Fitzgerald 1960-ban vette műsorára. A Fitzgerald-verzió a lengyel Nobel-díjas Wisława Szymborska kedvenc dala volt; ezt a felvételt még a temetésén is eljátszották.

## Híres felvételek
Sarah Vaughan, Marianne Faithfull, Ann Richards, Peggy Lee, Pat Suzuki, Ray Charles, Bobby Darin, Julie London, Rosemary Clooney, Petula Clark, The Pointer Sisters, Carmen McRae, Sinéad O’Connor, Nána Múszhuri, Elkie Brooks, Martina Topley-Bird, Gail Pettis, ...

## Érdekesség
A Black Coffee első két üteme szinte megegyezik Mary Lou Williams 1938-as What's Your Story Morning Glory című felvételével, továbbá más azonosságok is felismerhetőek, olyannyira, hogy Williams szerint Burke és Webster plagizálták. Állítólag jogi lépéseket is tett az ügyben.